# Spanje op het Eurovisiesongfestival 1987
Spanje nam deel aan het Eurovisiesongfestival 1987 in Brussel (België). Het was de 25ste deelname van het land aan het festival.

## Selectieprocedure
Net zoals de voorbije jaren koos de TVE ervoor om de kandidaat intern te selecteren.
Men koos voor de Spaanse zangeres, geboren in Italië, Patricia Kraus met het lied No estàs solo.

## In Brussel
In België moest Spanje optreden als 9de, net na Portugal en voor Turkije. Op het einde van de puntentelling hadden ze 10 punten verzameld, goed voor een 19de plaats.
Nederland en België hadden geen punten over voor deze inzending.

### Gekregen punten

#### Finale
| 12 punten | 10 punten     | 8 punten | 7 punten | 6 punten |
| --------- | ------------- | -------- | -------- | -------- |
|           | - Griekenland |          |          |          |
| 5 punten  | 4 punten      | 3 punten | 2 punten | 1 punt   |
|           |               |          |          |          |

### Punten gegeven door Spanje

#### Finale
Punten gegeven in de finale:
| 12 punten | Italië      |
| 10 punten | Ierland     |
| 8 punten  | Portugal    |
| 7 punten  | België      |
| 6 punten  | Joegoslavië |
| 5 punten  | Nederland   |
| 4 punten  | IJsland     |
| 3 punten  | Nederland   |
| 2 punten  | Finland     |
| 1 punt    | Duitsland   |

1961 · 1962 · 1963 · 1964 · 1965 · 1966 · 1967 · 1968 · 1969 · 1970 · 1971 · 1972 · 1973 · 1974 · 1975 · 1976 · 1977 · 1978 · 1979 · 1980 · 1981 · 1982 · 1983 · 1984 · 1985 · 1986 · 1987 · 1988 · 1989 · 1990 · 1991 · 1992 · 1993 · 1994 · 1995 · 1996 · 1997 · 1998 · 1999 · 2000 · 2001 · 2002 · 2003 · 2004 · 2005 · 2006 · 2007 · 2008 · 2009 · 2010 · 2011 · 2012 · 2013 · 2014 · 2015 · 2016 · 2017 · 2018 · 2019 · 2020 · 2021 · 2022 · 2023 · 2024 · 2025